# 比谢尔季
比谢尔季（羅馬化：Bisertʹ）是俄罗斯斯维尔德洛夫斯克州的市级镇，为该州下谢尔吉区最大聚居地。地处斯维尔德洛夫斯克州西南部，位于区行政中心下谢尔吉西北、州府叶卡捷琳堡西方。伏尔加河流域乌法河一支流比谢尔季河流经该镇，形成一同名池塘。
镇内设有铁路车站比谢尔季扎沃德站。连接叶卡捷琳堡与彼尔姆的R242公路从该镇南侧经过。
该地2022年人口有9,487人；2010年人口10,233；2002年人口11,262；1989年人口12,646。